# Aenictus weissi
Aenictus weissi är en myrart som beskrevs av Santschi 1910. Aenictus weissi ingår i släktet Aenictus och familjen myror. Inga underarter finns listade i Catalogue of Life.